# Rue Mazagran (Nantes)
Pour l’article homonyme, voir Rue de Mazagran.
La rue Mazagran est une voie de Nantes, en France.

## Situation et accès
Située dans le centre-ville de Nantes, la rue Mazagran, qui relie la place du Commandant-Jean-L'Herminier (à l'angle de la rue Charles-Brunellière) à la place du Sanitat, est bitumée et ouverte à la circulation automobile.

## Origine du nom
Le nom de la voie célèbre la prise de Mazagran, au cours de la campagne de conquête de l'Algérie par la France.

## Historique
Un nouveau quartier est construit, à partir de 1835, sur les emplacements occupés par le Sanitat et une verrerie. Ouverte en 1838 sous le nom de « rue du Sanitat », la voie prend en 1840 son appellation actuelle.

## Bâtiments remarquables et lieux de mémoire

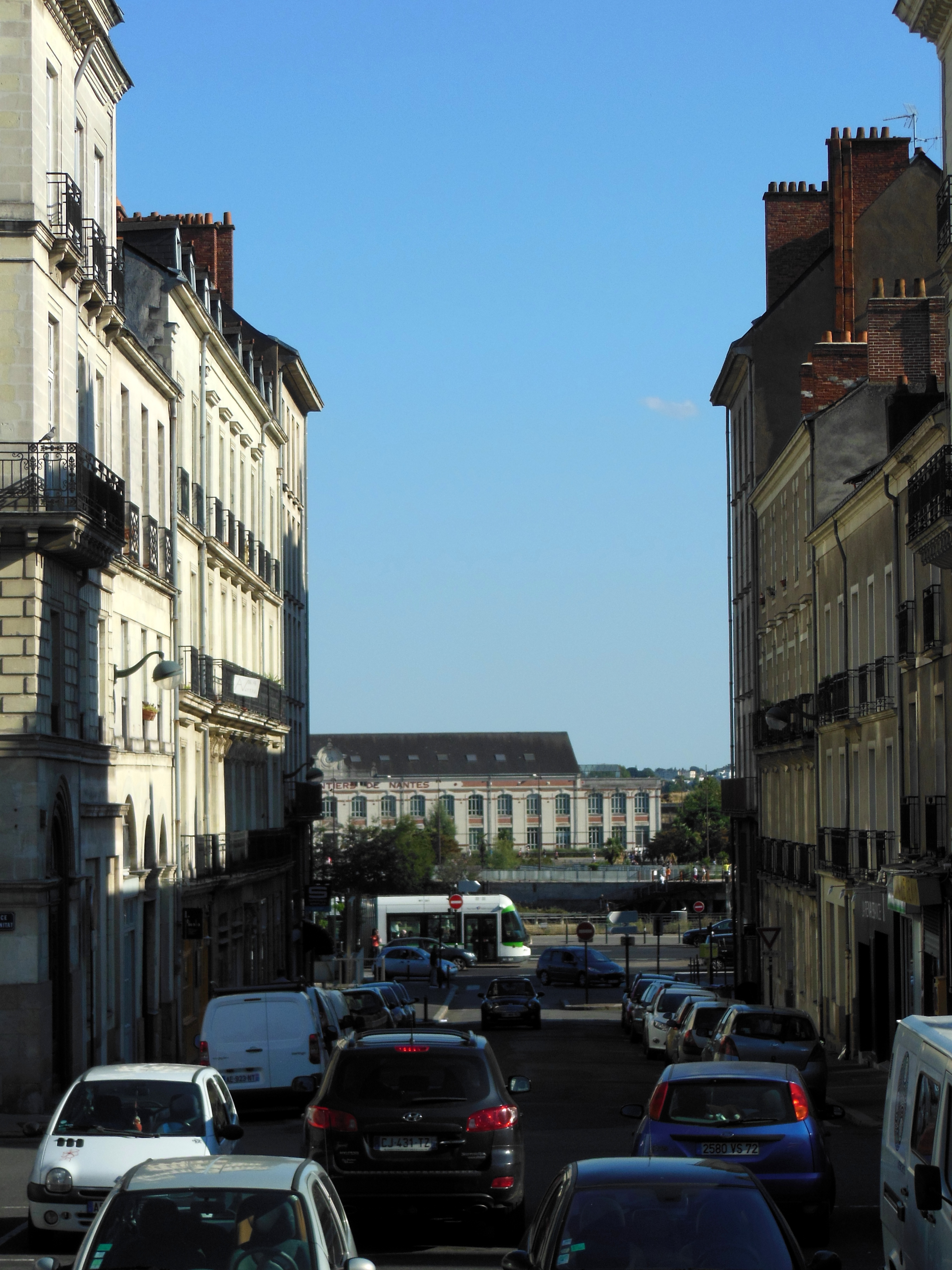
Rue Mazagran, en direction de la Loire
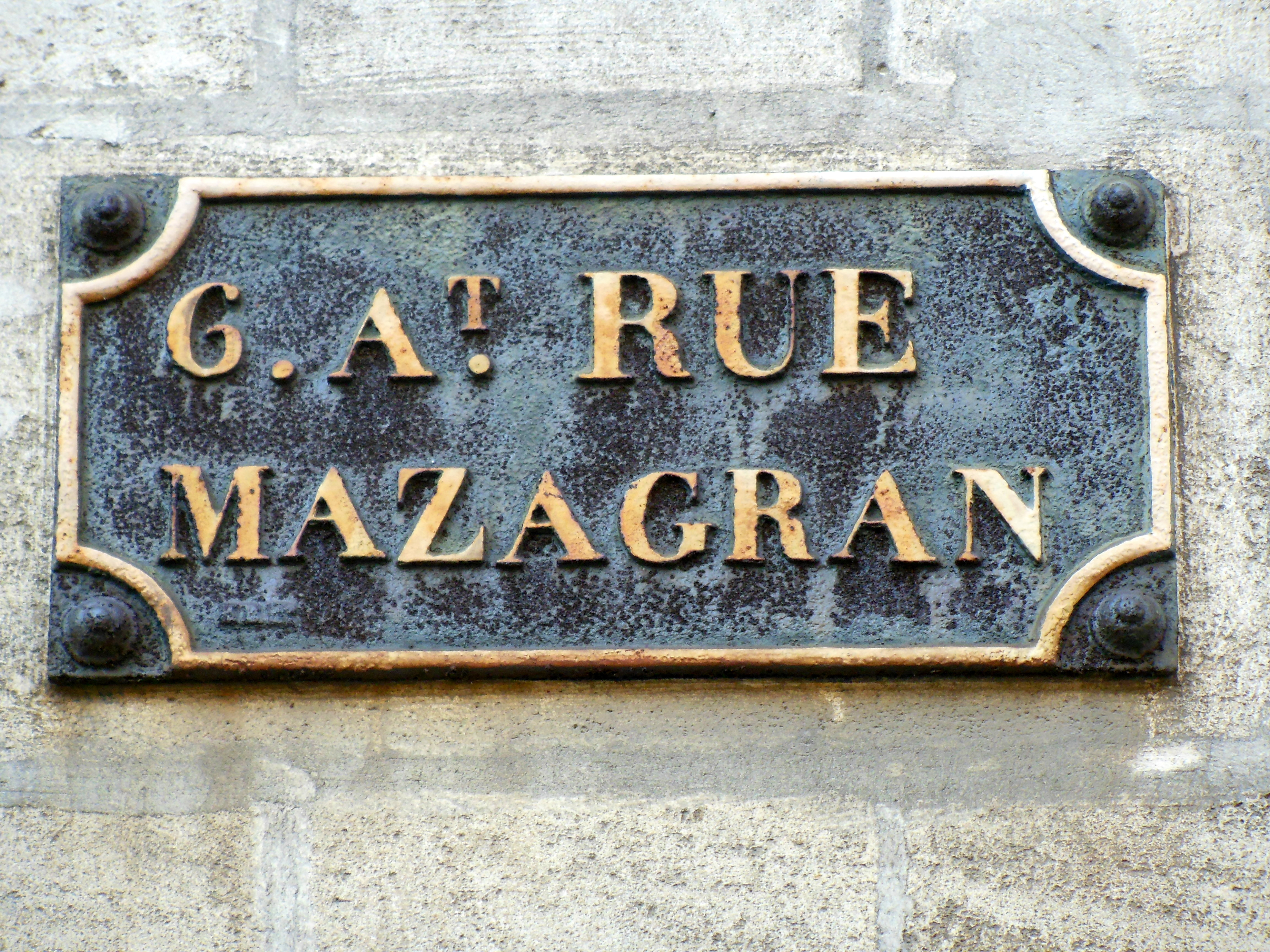
Rue Mazagran, panneau ancien
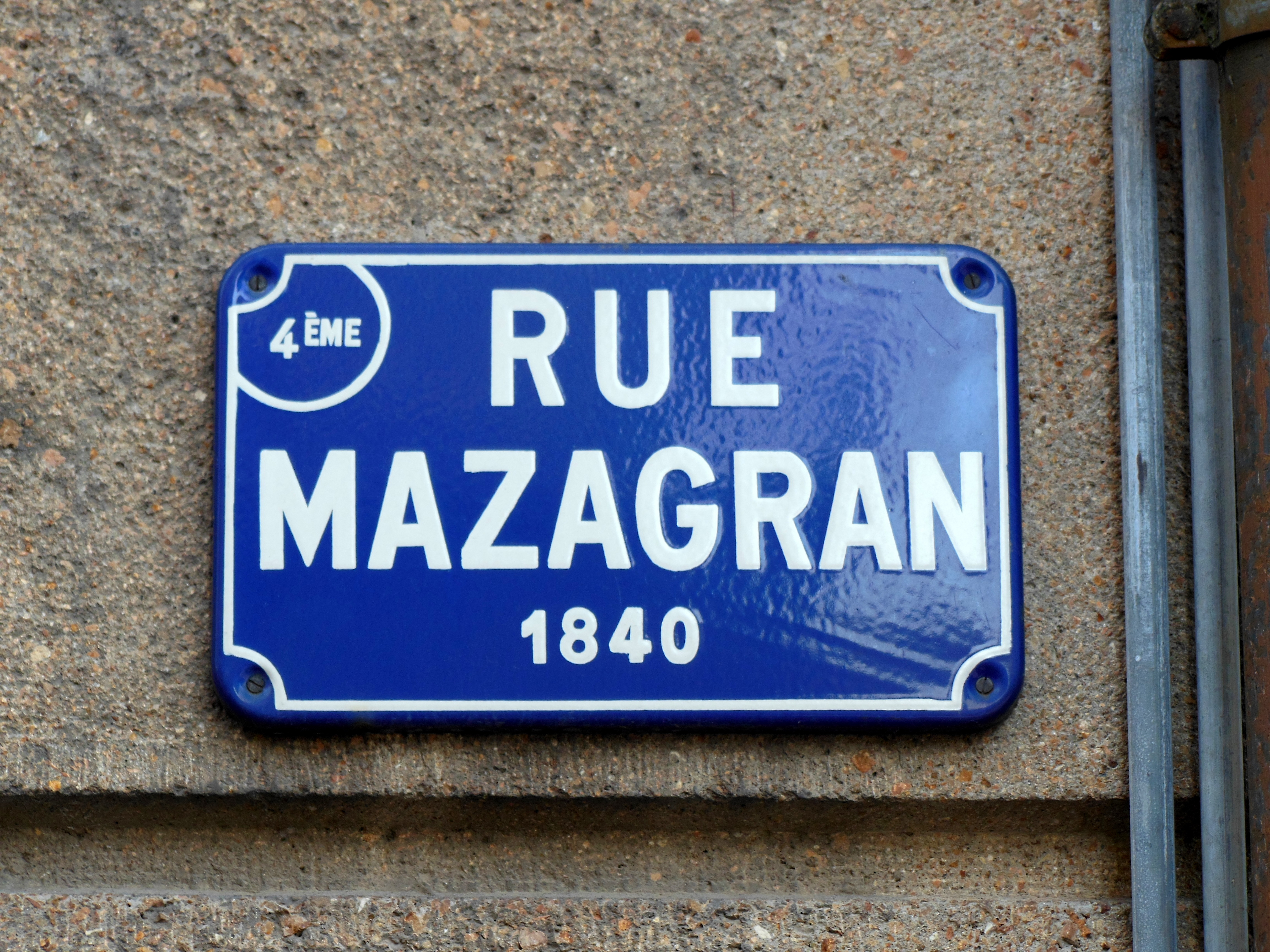
Rue Mazagran, panneau actuel